# Whitelaw (Wisconsin)
Pour les articles homonymes, voir Whitelaw.
Whitelaw est un village du comté de Manitowoc, dans l'État du Wisconsin, aux États-Unis. En 2020, il comptait une population de 737 habitants.